# West Milford, West Virginia
West Milford är en kommun (town) i Harrison County i West Virginia i USA. Vid 2020 års folkräkning hade West Milford 449 invånare.